# Esta historia me suena
Esta historia me suena es una serie de antología musical mexicana creada y producida por Genoveva Martínez para Televisa. La serie fue presentada por la actriz y cantante María José, junto al joven influencer Jan Carlo Bautista en sus tres primeras temporadas. Mientras que a partir de la cuarta temporada, el tema principal es interpretada y musicalizada por el grupo femenil JNS. La serie se estrenó a través de Las Estrellas el 13 de mayo de 2019 en sustitución de Ringo.

## Premisa
Cada episodio independiente aborda problemas familiares y juveniles en un tono familiar y optimista y presenta una canción que inspira la historia del episodio. La historia lleva a la reflexión entre padres e hijos y cómo resolverlos en la vida cotidiana. La canción acompaña y apoya esa historia. La mayoría de los episodios cuentan con un flashmob que destaca la canción presentada.

## Episodios
| Temporada | Temporada | Episodios | Episodios | Emisión original        | Emisión original         |
| Temporada | Temporada | Episodios | Episodios | Primera emisión         | Última emisión           |
| --------- | --------- | --------- | --------- | ----------------------- | ------------------------ |
|           | 1         | 30        | 30        | 13 de mayo de 2019      | 28 de junio de 2019      |
|           | 2         | 15        | 15        | 18 de diciembre de 2019 | 22 de marzo de 2020      |
|           | 3         | 38        | 38        | 5 de agosto de 2020     | 25 de septiembre de 2020 |
|           | 4         | 30        | 30        | 26 de julio de 2021     | 3 de septiembre de 2021  |
|           | 5         | 25        | 25        | 13 de junio de 2022     | 15 de julio de 2022      |
|           | 6         | 30        | 30        | 10 de julio de 2023     | 18 de agosto de 2023     |

## Producción
Las grabaciones de la serie iniciaron el 15 de octubre de 2018 en una locación de la Ciudad de México. La serie es una idea original de Genoveva Martínez, en entrevista con el periódico El Universal dijo que: la serie no tiene nada que ver con La vida es una canción (creada y producida por la propia Martínez, para TV Azteca). La serie en cada episodio tocará diferentes temáticas y diferente título dependiendo del tema musical a tratar, como «Viviendo de noche» (interpretado por Alex Syntek), «Cruz de navajas» (interpretado por Mecano), «El gran varón» (interpretado por Willie Colón; historia protagonizada por un personaje Transexual), entre otros. El primer capítulo es protagonizada por la cantante María José y abrirá como título Adelante corazón; en la cual participan los actores Sebastián Moncayo, Leonardo Álvarez, Daniela Aedo, Jorge Aravena y Susana Rentería, aparte a lo largo de la serie serán presentados los episodios por la propia María José y el youtuber Jan Carlo Bautista.  La segunda temporada inició grabaciones con el claquetazo oficial el 16 de agosto de 2019, y se estrenó el 18 de diciembre de 2019, en sustitución de La reina soy yo.

### Problemas de emisión
La serie tiene originalmente anunciados 25 episodios para la primera temporada, originalmente sería emitido por primera vez el 12 de noviembre de 2018, pero el 1 de noviembre de 2018 se anunciaría en la columna "Vida y milagros" de Juan José Origel para periódico El sol de México, que la serie por motivos desconocidos había sido cancelado su fecha de estreno. No obstante el 16 de noviembre de 2018 se anuncia que la serie fue "enlatada" hasta nuevo aviso, debido a que no contaban con algunos derechos para usar algunas canciones dentro de la serie, debido a esto, Emmanuel Duprez (productor asociado del proyecto) anuncio el 18 de marzo de 2019 que su estreno oficial será el 13 de mayo de 2019, y confirmando a la vez una segunda temporada.

## Recepción
La serie se estrenó con un total de 2.5 millones de televidentes. Durante la transmisión de los primeros 10 episodios de la primera temporada, que se emitieron de lunes a viernes a las 6:30 de la tarde, la audiencia fue disminuyendo, llegando a un mínimo de 2.1 millones de televidentes el 21 de mayo de 2019. Debido a eso, la serie fue trasladado al horario de las 5:30 de la tarde a partir de 27 de mayo de 2019.

### Audiencias
| Temporada | Horario (CT)                                                                               | Episodios | Primera emisión         | Primera emisión      | Última emisión           | Última emisión       | Prom. de espectadores (millones) |
| Temporada | Horario (CT)                                                                               | Episodios | Fecha                   | Audiencia (millones) | Fecha                    | Audiencia (millones) | Prom. de espectadores (millones) |
| --------- | ------------------------------------------------------------------------------------------ | --------- | ----------------------- | -------------------- | ------------------------ | -------------------- | -------------------------------- |
| 1         | Lunes a viernes 18:30 - 19:30 h. (eps. 1-10) Lunes a viernes 17:30 - 18:30 h. (eps. 11-30) | 10        | 13 de mayo de 2019      | 2.5                  | 28 de junio de 2019      | —                    | 2.4                              |
| 2         | Lunes a viernes 18:30 - 19:30 h.                                                           | 15        | 18 de diciembre de 2019 | 2.4                  | 22 de marzo de 2020      | 2.2                  | 2.8                              |
| 3         | Lunes a viernes 18:30 - 19:30 h.                                                           | 38        | 5 de agosto de 2020     | 3.0                  | 25 de septiembre de 2020 | 2.8                  | 2.8                              |
| 4         | Lunes a viernes 18:30 - 19:30 h.                                                           | 30        | 26 de julio de 2021     | 2.5                  | 3 de septiembre de 2021  | 2.7                  | 2.6                              |
| 5         | Lunes a viernes 18:30 - 19:30 h.                                                           | 25        | 13 de junio de 2022     | 2.4                  | 15 de julio de 2022      | 2.3                  | 2.5                              |
| 6         | Lunes a viernes 18:30 - 19:30 h.                                                           | 30        | 10 de julio de 2023     | 2.2                  | 18 de agosto de 2023     | 2.1                  | 2.2                              |

## Premios y nominaciones

### Premios TVyNovelas 2020
| Categoría                  | Nominados         | Resultados |
| -------------------------- | ----------------- | ---------- |
| Mejor unitario dramatizado | Genoveva Martínez | Nominada   |